# Можу (приток Акары)
Можу (порт. Moju) — река в Бразилии в штате Пара. Длина — 400 км.
Исток реки находится в тропических лесах северо-восточнее города Мараба. Оттуда река течёт в общем направлении на север примерно параллельно реке Токатинс, в районе Игарапе-Мири сворачивает на восток, и в итоге сливается с рекой Акара, после чего они вместе впадают через бухту Гуажара возле города Белен в залив Маражо — устье реки Пара.
На реке находится город Можу.